# Задирака Валерій Костянтинович
Валерій Костянтинович Задирака (12 листопада 1941) — український кібернетик, доктор фізико-математичних наук, професор факультету комп'ютерних наук та кібернетики Київського національного університету ім. Тараса Шевченка, дійсний член НАН України (2015).

## Біографічні відомості
Закінчив механіко-математичний факультет КНУ ім. Тараса Шевченка (1963). Захистив кандидатську дисертацію (1968). У 1981 році захистив докторську дисертацію за 01.01.07 — Обчислювальна математика.
Після закінчення університету працює в Інституту кібернетики імені В. М. Глушкова НАН України, від 1992 року очолює відділ оптимізації чисельних методів.
Наукові інтереси - теорія обчислень, теорія швидких ортогональних перетворень, цифрова обробка інформації, захист інформації.

## Нагороди та відзнаки
- Лауреат премії Національної академії наук України імені Глушкова у галузі кібернетики (2003).
- Лауреат Державної премії України в галузі науки і техніки (2009).
- Заслужений діяч науки і техніки України (2017).